# Santa Balbina (título cardenalicio)
Santa Balbina es un título cardenalicio de la Iglesia Católica. Este título aparece en el Concilio de Roma de 595 y, según Kirsch, es el mismo que aparece en el Concilio de Roma de 493 con el de Tigridae. Según Cristofori, el título de Tigridae fue suprimido por el papa Gregorio I y sustituido por el de San Sixto alrededor del año 600. En el catálogo de Pietro Mallio, realizado durante el pontificado del papa Alejandro III, el título estaba vinculado a la basílica de San Pablo Extramuros y allí celebraban misa sus sacerdotes. La basílica de Santa Balbina es una iglesia muy antigua, probablemente del siglo IV, que fue construida sobre la casa del cónsul romano Lucio Fabio Cilone.

## Titulares
- Pietro (590-?)
- Gregorio (745- antes del 761)
- Gregorio (761-?)
- Paolo (853- antes del 867)
- Paolo (?) (867- antes del 872)
- Benedetto (872-?)
- Leone (964-?)
- Guido, O.S.B. (1099- circa 1120)
- Adoaldo (o Othaldo, o Odoaldo, o Odalo) (1120- circa 1124)
- Gregorio (1125 - dopo il 1139)
- Tommaso da Capua (1221-?)
- Simon d'Armentières, O.S.B. Clun. (1294-1297)
- Eleazario da Sabrano (1378-1379/1381)
- Bandello Bandelli (1408-1416)
- Guglielmo Carbone (1411-1418), pseudocardenal del antipapa Juan XXIII
- John Kemp (1440-1452)
- Vacante (1452-1467)
- Amico Agnifilo della Rocca (1467-1469)
- Vacante (1469-1473)
- Giovanni Battista Cybo (1473-1474), posteriormente fue nombrado papa Inocencio VIII
- Girolamo Basso della Rovere (1477-1479)
- Vacante (1479-1484)
- Juan Margarit i Pau (1484)
- Vacante (1484-1500)
- Juan de Vera (1500-1507)
- Francisco Jiménez de Cisneros, O.F.M. (1507-1517)
- Adrien Gouffier de Boissy (1517-1520)
- Giovanni Piccolomini (1521-1524)
- Vacante (1524-1535)
- Girolamo Ghinucci (1535-1537)
- Gasparo Contarini (1537-1539)
- Pier Paolo Parisio (1540-1545)
- Jacopo Sadoleto (1545)
- Ottone di Waldburg (1545-1550)
- Pedro Pacheco Ladrón de Guevara (1550-1557)
- Lorenzo Strozzi (1557-1571)
- Gaspar Cervantes de Gaeta (1572-1575)
- Gaspar de Quiroga y Vela (1578-1594)
- Pompeo Arrigoni (1597-1616)
- Antonio Zapata y Cisneros (1616-1635)
- Alonso II de la Cueva y Benavides (1635-1644)
- Juan de Lugo, S.J. (1644-1660)
- Pascual de Aragón (1661-1677)
- Lazzaro Pallavicino (1677-1680)
- Vacante (1680-1687)
- José Sáenz de Aguirre, O.S.B. (1687-1694)
- Ferdinando d'Adda (1696-1714)
- Antonio Felice Zondadari (1715-1731)
- Girolamo Grimaldi (1731-1733)
- Thomas Philip Wallrad d'Alsace-Boussut de Chimay (1733-1752)
- Vacante (1752-1760)
- Girolamo Spinola (1760-1775)
- Vacante (1775-1782)
- Alessandro Mattei (1782-1786)
- Antonio Felice Zondadari (1801-1823)
- Ercole Dandini (1823-1840)
- Silvestro Belli (1841-1844)
- Giacomo Piccolomini (1846-1847)
- Giuseppe Pecci (1850-1855)
- Enrico Orfei (1858-1870)
- Giuseppe Andrea Bizzarri (1875-1877)
- Giacomo Cattani (1880-1887)
- Amilcare Malagola (1893-1895)
- Donato Maria Dell'Olio (1901-1902)
- Vacante (1902-1916)
- Auguste-René-Marie Dubourg (1916-1921)
- Jean Verdier, P.S.S. (1929-1940)
- Clément-Emile Roques (1946-1964)
- Léon-Etienne Duval (1965-1996)
- Péter Erdő (21 de octubre de 2003 - 29 de marzo de 2023)